# Krutojar
Krutojar (in russo Крутояр; in finlandese Essaari) è un'isola dell'arcipelago Pitkjapaasi, gruppo di isole russe nella parte nord-orientale del golfo di Finlandia. Si trova nelle acque del mar Baltico. Amministrativamente fa parte del Vyborgskij rajon dell'oblast' di Leningrado, nel Circondario federale nordoccidentale.

## Geografia
Krutojar è la seconda più grande isola dell'arcipelago Pitkjapaasi e si trova fra Dolgij Kamen’ (a sud) e Sokolinyj (a nord-est). È situata a sud-est di Bol'šoj Pograničnyj. Sull'isola, ricoperta da una foresta mista, si trova una piccola parte del villaggio finlandese abbandonato e distrutto di Pitkäpaade. che aveva il suo centro sui Dolgij Kamen’.
Nella parte nord-occidentale dell'isola, lo storico locale finlandese Arvo Pitkäpaasi trovò un labirinto (presumibilmente neolitico) e una pila di pietre rituali. L'archeologo finlandese Aarne Tallgren fece riferimento per la prima volta alla scoperta del labirinto, a ferro di cavallo e bi-spirale (secondo la classificazione di Anatolij A. Kuratov), nel 1913.

## Storia
L'arcipelago Pitkjapaasi passò dalla Svezia alla Russia nel 1721 ai sensi del Trattato di Nystad. Dal 1920 al 1940, apparteneva alla Finlandia, poi tornò alla Russia e fu incluso nell'URSS. Occupate durante la seconda guerra mondiale, nel 1944, i finlandesi restituirono le isole, la cui appartenenza territoriale fu confermata dal Trattato di Parigi con la Finlandia del 1947.